# Stolus pseudoalbescens
Stolus pseudoalbescens is een zeekomkommer uit de familie Phyllophoridae.
De wetenschappelijke naam van de soort werd in 2005 gepubliceerd door A.S. Thandar.